# Bianca Giovannini (pittrice)
Bianca Giovannini in Fontana (Bologna, ... – Bologna, 1744) è stata una pittrice e incisore italiana celebre alla sua epoca.
Poco si sa di questa artista attiva intorno al 1728.

## Biografia
Bolognese, Bianca Giovannini era figlia di Elisabetta Cattelani e del pittore e incisore Giacomo Maria. Sotto la guida del fratello Carlo Cesare, a sua volta pittore, si specializzò nella ritrattistica, campo per cui divenne celebre e fu definita «valorosa» La volontà della Giovannini di non affrontare soggetti storici e di dipingere e incidere quasi esclusivamente ritratti ne fanno una figura inconsueta nel panorama delle pittrici bolognesi della sua epoca.
Tra i suoi dipinti si ricorda il ritratto a Giovanni Battista Bartolini Salimbeni, della nobile famiglia fiorentina, che venne esposto alla mostra organizzata dall'Accademia delle arti del disegno al convento dei Padri della Santissima Annunziata di Firenze, in occasione della festa di San Luca del 1729.
Un suo autoritratto si trovava nella Stanza dei ritratti della Galleria Granducale di Firenze, attuale Galleria degli Uffizi, secondo quanto riportato sia da Luigi Crespi che da Marcello Oretti (1714 -1746).
Sposò Girolamo Fontana (1690-1714), nobile architetto e nipote di Carlo Fontana.
Bianca Giovannini dipinse ritratti fino alla fine. Morì a Bologna nel 1744. Fu sepolta nella parrocchia di San Benedetto.
Caduta nell'oblio, non sono note sue opere esistenti. A partire dagli anni 2010 un rinato interesse per le donne artiste ha ridato slancio alla ricerca e alle pubblicazioni di respiro internazionale, di cui ha beneficiato anche la pittrice bolognese, tra le altre.

## Opere
- Autoritratto, opera perduta o non identificata, ultima collocazione nota Galleria Granducale, Firenze[12][2]